# Svéd labdarúgó-bajnokság (első osztály)
A svéd labdarúgó-bajnokság első osztálya (mai hivatalos nevén: Allsvenskan) a svéd labdarúgás legmagasabb osztálya. Jelenleg 16 csapat alkotja. 1959 óta a bajnokságot tavaszi-őszi rendszerben bonyolítják le.

A bajnokság végső sorrendjét az alábbi szempontok szerint határozzák meg:
1. a bajnokságban szerzett pontok összege;
2. a bajnokságban elért győzelmek száma;
3. a bajnoki mérkőzések gólkülönbsége.

A bajnokság győztese a svéd bajnok, a 15. és 16. helyezett kiesik a másodosztályba, a 14. helyezett pedig oda-visszavágós osztályozót játszik a másodosztály ezüstérmes csapatával.

## Korábbi bajnokcsapatok

### 1896–1925 közötti időszak
A svéd bajnoki címről 1896 és 1925 között kuparendszerben döntöttek, és Svenska Mästerskapet néven rendezték meg.
| Bajnoki év | Bajnokcsapat       | Ezüstérmes          |
| ---------- | ------------------ | ------------------- |
| 1896       | Örgryte IS (1)     | IS Idrottens Vänner |
| 1897       | Örgryte IS (2)     | Örgryte IS 2        |
| 1898       | Örgryte IS (3)     | AIK                 |
| 1899       | Örgryte IS (4)     | Göteborgs FF        |
| 1900       | AIK (1)            | Örgryte IS          |
| 1901       | AIK (2)            | Örgryte IS 2        |
| 1902       | Örgryte IS (5)     | Jönköpings AIF      |
| 1903       | Göteborgs IF (1)   | Göteborgs FF        |
| 1904       | Örgryte IS (6)     | Djurgårdens IF      |
| 1905       | Örgryte IS (7)     | IFK Stockholm       |
| 1906       | Örgryte IS (8)     | Djurgårdens IF      |
| 1907       | Örgryte IS (9)     | IFK Uppsala         |
| 1908       | IFK Göteborg (1)   | IFK Uppsala         |
| 1909       | Örgryte IS (10)    | Djurgårdens IF      |
| 1910       | IFK Göteborg (2)   | Djurgårdens IF      |
| 1911       | AIK (3)            | IFK Uppsala         |
| 1912       | Djurgårdens IF (1) | Örgryte IS          |
| 1913       | Örgryte IS (11)    | Djurgårdens IF      |
| 1914       | AIK (4)            | Hälsingborgs IF     |
| 1915       | Djurgårdens IF (2) | Örgryte IS          |
| 1916       | AIK (5)            | Djurgårdens IF      |
| 1917       | Djurgårdens IF (3) | AIK                 |
| 1918       | IFK Göteborg (3)   | Hälsingborgs IF     |
| 1919       | GAIS (1)           | Djurgårdens IF      |
| 1920       | Djurgårdens IF (4) | IK Sleipner         |
| 1921       | IFK Eskilstuna (1) | IK Sleipner         |
| 1922       | GAIS (2)           | Hammarby IF         |
| 1923       | AIK (6)            | IFK Eskilstuna      |
| 1924       | Fässbergs IF (1)   | IK Sirius           |
| 1925       | Brynäs IF (1)      | BK Derby            |

### 1931–1981 közötti időszak
A bajnoki cím sorsa négy évadnyi kihagyást követően, 1931-től már ligarendszerben dőlt el, mégpedig az 1924 óta megrendezett Allsvenskan keretein belül.
| Bajnoki év | Bajnokcsapat        | Ezüstérmes          | Gólkirály (csapat)                                                      | Gólok száma |
| ---------- | ------------------- | ------------------- | ----------------------------------------------------------------------- | ----------- |
| 1930–31    | GAIS (3)            | AIK                 | John Nilsson (GAIS)                                                     | 26          |
| 1931–32    | AIK (7)             | Örgryte IS          | Carl-Erik Holmberg (Örgryte IS)                                         | 29          |
| 1932–33    | Hälsingborgs IF (1) | GAIS                | Torsten Bunke (Hälsingborgs IF)                                         | 21          |
| 1933–34    | Hälsingborgs IF (2) | GAIS                | Sven Jonasson (IF Elfsborg)                                             | 20          |
| 1934–35    | IFK Göteborg (4)    | AIK                 | Harry Andersson (IK Sleipner)                                           | 23          |
| 1935–36    | IF Elfsborg (1)     | AIK                 | Sven Jonasson (IF Elfsborg)                                             | 24          |
| 1936–37    | AIK (8)             | IK Sleipner         | Olle Zethlerlund (AIK)                                                  | 23          |
| 1937–38    | IK Sleipner (1)     | Landskrona BoIS     | Curt Hjelm (IK Sleipner)                                                | 13          |
| 1938–39    | IF Elfsborg (2)     | AIK                 | Erik Persson (AIK) Ove Andersson (Malmö FF) Yngve Lindgren (Örgryte IS) | 16          |
| 1939–40    | IF Elfsborg (3)     | IFK Göteborg        | Anders Palsson (Hälsingborgs IF)                                        | 17          |
| 1940–41    | Hälsingborgs IF (3) | Degerfors IF        | Stig Nyström (IK Brage)                                                 | 17          |
| 1941–42    | IFK Göteborg (5)    | GAIS                | Sven Jacobsson (GAIS)                                                   | 20          |
| 1942–43    | IFK Norrköping (1)  | IF Elfsborg         | Gunnar Nordahl (Degerfors IF)                                           | 16          |
| 1943–44    | Malmö FF (1)        | IF Elfsborg         | Leif Larsson (IFK Göteborg)                                             | 19          |
| 1944–45    | IFK Norrköping (2)  | IF Elfsborg         | Gunnar Nordahl (IFK Norrköping)                                         | 27          |
| 1945–46    | IFK Norrköping (3)  | Malmö FF            | Gunnar Nordahl (IFK Norrköping)                                         | 25          |
| 1946–47    | IFK Norrköping (4)  | AIK                 | Gunnar Gren (IFK Göteborg)                                              | 18          |
| 1947–48    | IFK Norrköping (5)  | Malmö FF            | Gunnar Nordahl (IFK Norrköping)                                         | 18          |
| 1948–49    | Malmö FF (2)        | Hälsingborgs IF     | Carl-Johan Franck (Hälsingborgs IF)                                     | 19          |
| 1949–50    | Malmö FF (3)        | Jönköpings Södra IF | Ingvar Rydell (Malmö FF)                                                | 22          |
| 1950–51    | Malmö FF (4)        | Raa IF              | Hasse Jeppson (Djurgårdens IF)                                          | 17          |
| 1951–52    | IFK Norrköping (6)  | Malmö FF            | Karl-Alfred Jacobsson (GAIS)                                            | 17          |
| 1952–53    | Malmö FF (5)        | IFK Norrköping      | Karl-Alfred Jacobsson (GAIS)                                            | 24          |
| 1953–54    | GAIS (4)            | Hälsingborgs IF     | Karl-Alfred Jacobsson (GAIS)                                            | 21          |
| 1954–55    | Djurgårdens IF (5)  | Halmstads BK        | Kurt Hamrin (AIK)                                                       | 22          |
| 1955–56    | IFK Norrköping (7)  | Malmö FF            | Sylve Bengtsson (Halmstads BK)                                          | 22          |
| 1956–57    | IFK Norrköping (8)  | Malmö FF            | Harry Bild (IFK Norrköping)                                             | 19          |
| 1957–58    | IFK Göteborg (6)    | IFK Norrköping      | Bertil Johansson (IFK Göteborg) Henry Källgren (IFK Norrköping)         | 27          |
| 1959       | Djurgårdens IF (6)  | IFK Norrköping      | Rune Börjesson (Örgryte IS)                                             | 21          |
| 1960       | IFK Norrköping (9)  | IFK Malmö           | Rune Börjesson (Örgryte IS)                                             | 24          |
| 1961       | IF Elfsborg (4)     | IFK Norrköping      | Bertil Johansson (IFK Göteborg)                                         | 20          |
| 1962       | IFK Norrköping (10) | Djurgårdens IF      | Leif Skiöld (Djurgårdens IF)                                            | 21          |
| 1963       | IFK Norrköping (11) | Degerfors IF        | Lars Heinermann (Degerfors IF) Bo Larsson (Malmö FF)                    | 17          |
| 1964       | Djurgårdens IF (7)  | Malmö FF            | Krister Granbom (Hälsingborgs IF)                                       | 22          |
| 1965       | Malmö FF (6)        | IF Elfsborg         | Bo Larsson (Malmö FF)                                                   | 28          |
| 1966       | Djurgårdens IF (8)  | IFK Norrköping      | Ove Kindvall (IFK Norrköping)                                           | 20          |
| 1967       | Malmö FF (7)        | Djurgårdens IF      | Dag Szepanski (Malmö FF)                                                | 22          |
| 1968       | Östers IF (1)       | Malmö FF            | Ove Eklund (Åtvidaberg FF)                                              | 16          |
| 1969       | IFK Göteborg (7)    | Malmö FF            | Reine Almqvist (IFK Göteborg)                                           | 16          |
| 1970       | Malmö FF (8)        | Åtvidaberg FF       | Bo Larsson (Malmö FF)                                                   | 16          |
| 1971       | Malmö FF (9)        | Åtvidaberg FF       | Roland Sandberg (Åtvidaberg FF)                                         | 17          |
| 1972       | Åtvidaberg FF (1)   | AIK                 | Ralf Edström (Åtvidaberg FF) Roland Sandberg (Åtvidaberg FF)            | 16          |
| 1973       | Åtvidaberg FF (2)   | Östers IF           | Jan Mattsson (Östers IF)                                                | 20          |
| 1974       | Malmö FF (10)       | AIK                 | Jan Mattsson (Östers IF)                                                | 22          |
| 1975       | Malmö FF (11)       | Östers IF           | Jan Mattsson (Östers IF)                                                | 31          |
| 1976       | Halmstads BK (1)    | Malmö FF            | Rutger Backe (Halmstads BK)                                             | 21          |
| 1977       | Malmö FF (12)       | IF Elfsborg         | Reine Almqvist (IFK Göteborg) Mats Aronsson (Landskrona BoIS)           | 15          |
| 1978       | Östers IF (2)       | Malmö FF            | Tommy Berggren (Djurgårdens IF)                                         | 19          |
| 1979       | Halmstads BK (2)    | IFK Göteborg        | Mats Werner (Hammarby IF)                                               | 14          |
| 1980       | Östers IF (3)       | Malmö FF            | Billy Ohlsson (Hammarby IF)                                             | 19          |
| 1981       | Östers IF (4)       | IFK Göteborg        | Torbjörn Nilsson (IFK Göteborg)                                         | 20          |

### 1982–1990 között
A bajnoki címről a ligarendszert (Allsvenskan) követő, egyenes kiesésben zajló rájátszás döntött, ahova a bajnokság első nyolc helyezett csapata került.
| Bajnoki év | Bajnokcsapat                                | Ezüstérmes     | Gólkirály (csapat)                                                                  | Gólok száma |
| ---------- | ------------------------------------------- | -------------- | ----------------------------------------------------------------------------------- | ----------- |
| 1982       | IFK Göteborg (8) Ligagyőztes: IFK Göteborg  | Hammarby IF    | Dan Corneliusson (IFK Göteborg)                                                     | 12          |
| 1983       | IFK Göteborg (9) Ligagyőztes: IFK Göteborg  | Östers IF      | Thomas Ahlström (IF Elfsborg)                                                       | 16          |
| 1984       | IFK Göteborg (10) Ligagyőztes: AIK          | IFK Norrköping | Billy Ohlsson (Hammarby IF)                                                         | 14          |
| 1985       | Örgryte IS (12) Ligagyőztes: Malmö FF       | IFK Göteborg   | Sören Börjesson (Örgryte IS) Peter Karlsson (Kalmar FF) Billy Lansdowne (Kalmar FF) | 10          |
| 1986       | Malmö FF (13) Ligagyőztes: Malmö FF         | AIK            | Johnny Ekström (IFK Göteborg)                                                       | 13          |
| 1987       | IFK Göteborg (11) Ligagyőztes: Malmö FF     | Malmö FF       | Lasse Larsson (Malmö FF)                                                            | 19          |
| 1988       | Malmö FF (14) Ligagyőztes: Malmö FF         | Djurgårdens IF | Martin Dahlin (Malmö FF)                                                            | 17          |
| 1989       | IFK Norrköping (12) Ligagyőztes: Malmö FF   | Malmö FF       | Jan Hellström (IFK Norrköping)                                                      | 16          |
| 1990       | IFK Göteborg (12) Ligagyőztes: IFK Göteborg | IFK Norrköping | Kaj Eskelinen (IFK Göteborg)                                                        | 10          |

### 1991–1992 között
Mindössze két évadot élt meg az a rendszer, mely során a bajnokságot két részre bontották: egy ligarendszerű alapszakaszra (Allsvenskan), majd egy azt követő, körmérkőzéses bajnoki rájátszásra ( Mästerskapsserien).
| Bajnoki év | Bajnokcsapat                                | Ezüstérmes     | Gólkirály (csapat)              | Gólok száma |
| ---------- | ------------------------------------------- | -------------- | ------------------------------- | ----------- |
| 1991       | IFK Göteborg (13) Ligagyőztes: IFK Göteborg | IFK Norrköping | Kennet Andersson (IFK Göteborg) | 13          |
| 1992       | AIK (9) Ligagyőztes: IFK Norrköping         | IFK Norrköping | Hans Eklund (Östers IF)         | 16          |

### 1993-tól
| Bajnoki év | Bajnokcsapat        | Ezüstérmes      | Gólkirály (csapat)                                                                      | Gólok száma |
| ---------- | ------------------- | --------------- | --------------------------------------------------------------------------------------- | ----------- |
| 1993       | IFK Göteborg (14)   | IFK Norrköping  | Henrik Bertilsson (Halmstads BK) Mats Lilienberg (Trelleborgs FF)                       | 18          |
| 1994       | IFK Göteborg (15)   | Örebro SK       | Niclas Kindvall (IFK Norrköping)                                                        | 23          |
| 1995       | IFK Göteborg (16)   | Helsingborgs IF | Niklas Skoog (Västra Frölunda IF)                                                       | 17          |
| 1996       | IFK Göteborg (17)   | Malmö FF        | Andreas Andersson (IFK Göteborg)                                                        | 19          |
| 1997       | Halmstads BK (3)    | IFK Göteborg    | Mats Lilienberg (Halmstads BK) Christer Mattiasson (IF Elfsborg) Dan Sahlin (Örebro SK) | 14          |
| 1998       | AIK (10)            | Helsingborgs IF | Arild Stavrum (Helsingborgs IF)                                                         | 18          |
| 1999       | Helsingborgs IF (4) | AIK             | Marcus Allbäck (Örgryte IS)                                                             | 15          |
| 2000       | Halmstads BK (4)    | Helsingborgs IF | Fredrik Berglund (IF Elfsborg)                                                          | 18          |
| 2001       | Hammarby IF (1)     | Djurgårdens IF  | Stefan Selakovic (Halmstads BK)                                                         | 15          |
| 2002       | Djurgårdens IF (9)  | Malmö FF        | Peter Ijeh (Malmö FF)                                                                   | 24          |
| 2003       | Djurgårdens IF (10) | Hammarby IF     | Niklas Skoog (Malmö FF)                                                                 | 22          |
| 2004       | Malmö FF (15)       | Halmstads BK    | Markus Rosenberg (Halmstads BK)                                                         | 14          |
| 2005       | Djurgårdens IF (11) | IFK Göteborg    | Gunnar Heidar Thorvaldsson (Halmstads BK)                                               | 16          |
| 2006       | IF Elfsborg (5)     | AIK             | Ari da Silva Ferreira (Kalmar FF)                                                       | 15          |
| 2007       | IFK Göteborg (18)   | Kalmar FF       | Razak Omotoyossi (Helsingborgs IF) Marcus Berg (IFK Göteborg)                           | 14          |
| 2008       | Kalmar FF (1)       | IF Elfsborg     | Patrik Ingelsten (Kalmar FF)                                                            | 19          |
| 2009       | AIK (11)            | IFK Göteborg    | Wanderson do Carmo (GAIS) Tobias Hysén (IFK Göteborg)                                   | 18          |
| 2010       | Malmö FF (16)       | Helsingborgs IF | Alexander Gerndt (Gefle IF/Helsingborgs IF)                                             | 20          |
| 2011       | Helsingborgs IF (5) | AIK             | Mathias Ranégie (Malmö FF)                                                              | 21          |
| 2012       | IF Elfsborg (6)     | BK Häcken       | Waris Majeed (BK Häcken)                                                                | 23          |
| 2013       | Malmö FF (17)       | AIK             | Tobias Hysén (IFK Göteborg Imad Khalili (Helsingborgs IF)                               | 14          |
| 2014       | Malmö FF (18)       | IFK Göteborg    | Larse Vibe (IFK Göteborg                                                                | 23          |
| 2015       | IFK Norrköping (13) | IFK Göteborg    | Emir Kujović (IFK Norrköping)                                                           | 21          |
| 2016       | Malmö FF (19)       | AIK             | John Owoeri (BK Häcken)                                                                 | 17          |
| 2017       | Malmö FF (20)       | AIK             | Magnus Eriksson(Djurgårdens IF)                                                         | 14          |
| 2018       | AIK (12)            | IFK Norrköping  | Paulinho (BK Häcken)                                                                    | 20          |
| 2019       | Djurgårdens IF (8)  | Malmö FF        | Mohamed Buya Turay (Djurgårdens IF)                                                     | 15          |
| 2020       | Malmö FF (21)       | IF Elfsborg     | Christoffer Nyman (IFK Norrköping)                                                      | 18          |
| 2021       | Malmö FF (22)       | AIK             | Samuel Adegbenro (IFK Norrköping)                                                       | 17          |
| 2022       | BK Häcken (1)       | Djugårdens IF   | Alexander Jermejeff (BK Häcken)                                                         | 22          |
| 2023       | Malmö FF (23)       | IF Elfsborg     | Isaac Kiese Thelin (Malmö FF)                                                           | 16          |
| 2024       | Malmö FF (24)       | Hammarby IF     | Nikola Vasić (IF Brommapojkarna)                                                        | 17          |

## Legsikeresebb csapatok
| Csapat          | Bajnoki cím | Ezüstérmes | Bajnoki évek |
| --------------- | ----------- | ---------- | --- |
| Malmö FF        | 24          | 15         | 1943–44, 1948–49, 1949–50, 1950–51, 1952–53, 1965, 1967, 1970, 1971, 1974, 1975, 1977, 1986, 1988, 2004, 2010, 2013, 2014, 2016, 2017, 2020, 2021, 2023, 2024 |
| IFK Göteborg    | 18          | 9          | 1908, 1910, 1918, 1934–35, 1941–42, 1957–58, 1969, 1982, 1983, 1984, 1987, 1990, 1991, 1993, 1994, 1995, 1996, 2007                                           |
| IFK Norrköping  | 13          | 11         | 1942–43, 1944–45, 1945–46, 1946–47, 1947–48, 1951–52, 1955–56, 1956–57, 1960, 1962, 1963, 1989, 2015                                                          |
| Örgryte IS      | 12          | 6          | 1896, 1897, 1898, 1899, 1902, 1904, 1905, 1906, 1907, 1909, 1913, 1985                                                                                        |
| AIK             | 12          | 17         | 1900, 1901, 1911, 1914, 1916, 1923, 1931–1932, 1936–1937, 1992, 1998, 2009, 2018                                                                              |
| Djurgårdens IF  | 12          | 12         | 1912, 1915, 1917, 1920, 1954–55, 1959, 1964, 1966, 2002, 2003, 2005, 2019                                                                                     |
| IF Elfsborg     | 6           | 6          | 1935–36, 1938–39, 1939–40, 1961, 2006, 2012 |
| Helsingborgs IF | 5           | 8          | 1932–33, 1933–34, 1940–41, 1999, 2011 |
| GAIS            | 4           | 3          | 1919, 1922, 1930–31, 1953–54 |
| Östers IF       | 4           | 3          | 1968, 1978, 1980, 1981 |
| Halmstads BK    | 4           | 2          | 1976, 1979, 1997, 2000 |
| Åtvidaberg FF   | 2           | 2          | 1972, 1973 |
| IK Sleipner     | 1           | 3          | 1937–38 |
| Hammarby IF     | 1           | 4          | 2001 |
| IFK Eskilstuna  | 1           | 1          | 1921 |
| Kalmar FF       | 1           | 1          | 2008 |
| Göteborgs IF    | 1           | –          | 1903 |
| Fässbergs IF    | 1           | –          | 1924 |
| Brynäs IF       | 1           | –          | 1925 |

## Bajnoki címek városok szerint
| Város       | Bajnoki címek | Bajnokcsapatok                                                                |
| ----------- | ------------- | ----------------------------------------------------------------------------- |
| Malmö       | 24            | Malmö FF (24)                                                                 |
| Göteborg    | 36            | IFK Göteborg (18), Örgryte IS (12), GAIS (4), Göteborgs IF (1), BK Häcken (1) |
| Stockholm   | 25            | AIK (12), Djurgårdens IF (12), Hammarby IF (1)                                |
| Norrköping  | 14            | IFK Norrköping (13), IK Sleipner (1)                                          |
| Borås       | 6             | IF Elfsborg (6)                                                               |
| Helsingborg | 5             | Helsingborgs IF (5)                                                           |
| Växjö       | 4             | Östers IF (4)                                                                 |
| Halmstad    | 4             | Halmstads BK (4)                                                              |
| Åtvidaberg  | 2             | Åtvidaberg FF (2)                                                             |
| Eskilstuna  | 1             | IFK Eskilstuna (1)                                                            |
| Kalmar      | 1             | Kalmar FF (1)                                                                 |
| Mölndal     | 1             | Fässbergs IF (1)                                                              |
| Gävle       | 1             | Brynäs IF (1)                                                                 |